# Hellersiedlung

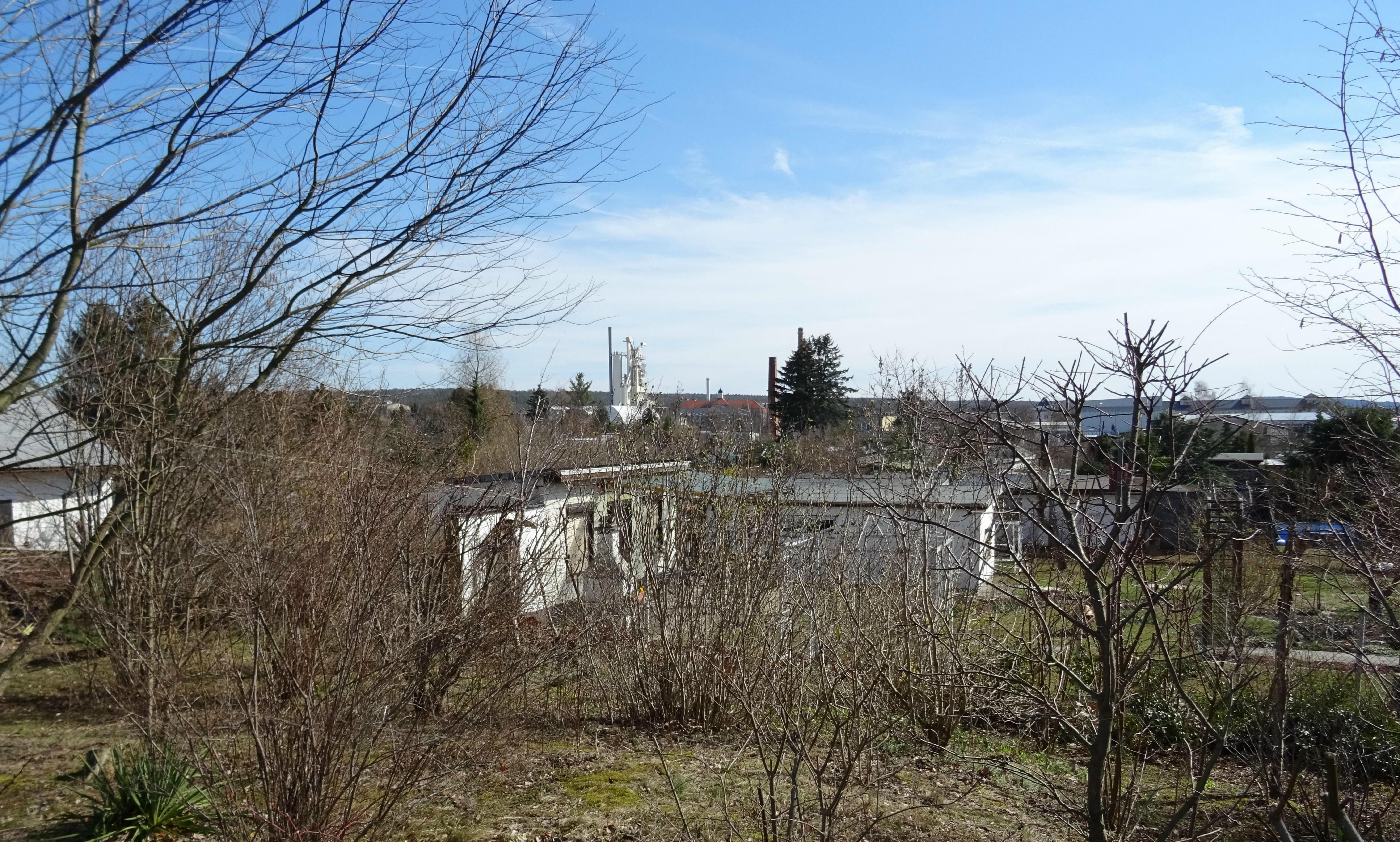
Blick auf die Hellersiedlung

Die Hellersiedlung ist eine Gartenkolonie im Norden der sächsischen Landeshauptstadt Dresden auf dem Areal des Hellers. Sie zählt zum statistischen Stadtteil Albertstadt im Stadtbezirk Neustadt.

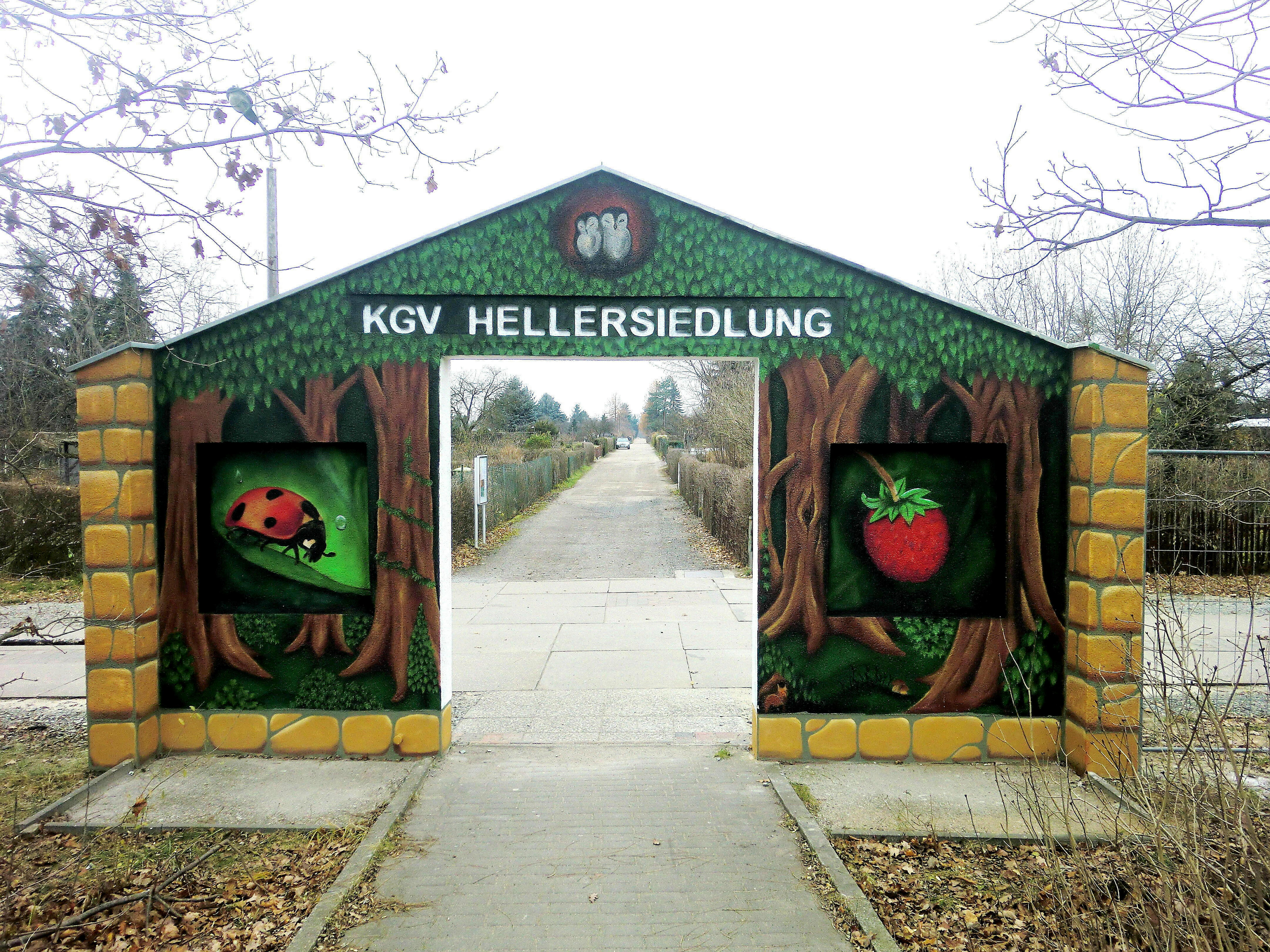
Eingang zur Hellersiedlung

## Vorgeschichte

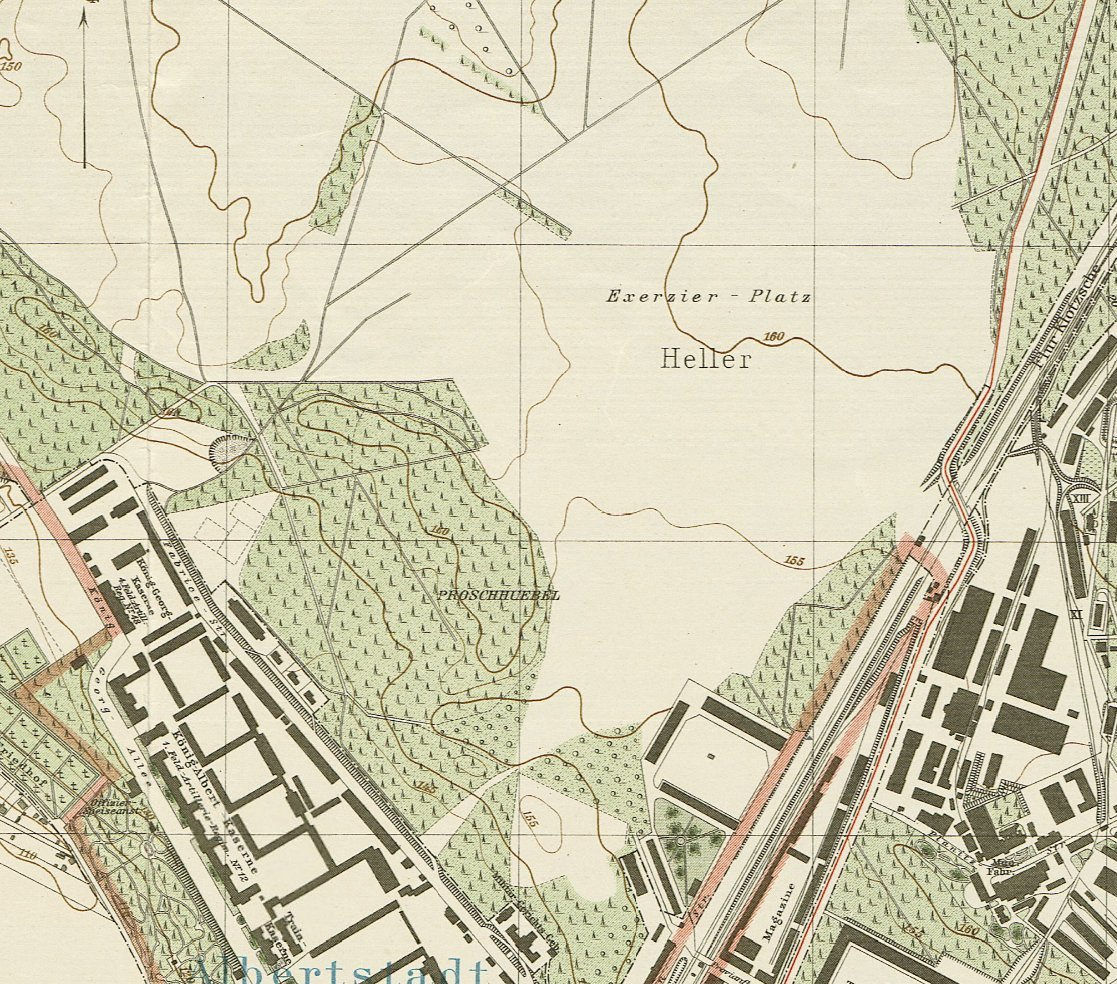
Stadtplan von 1917

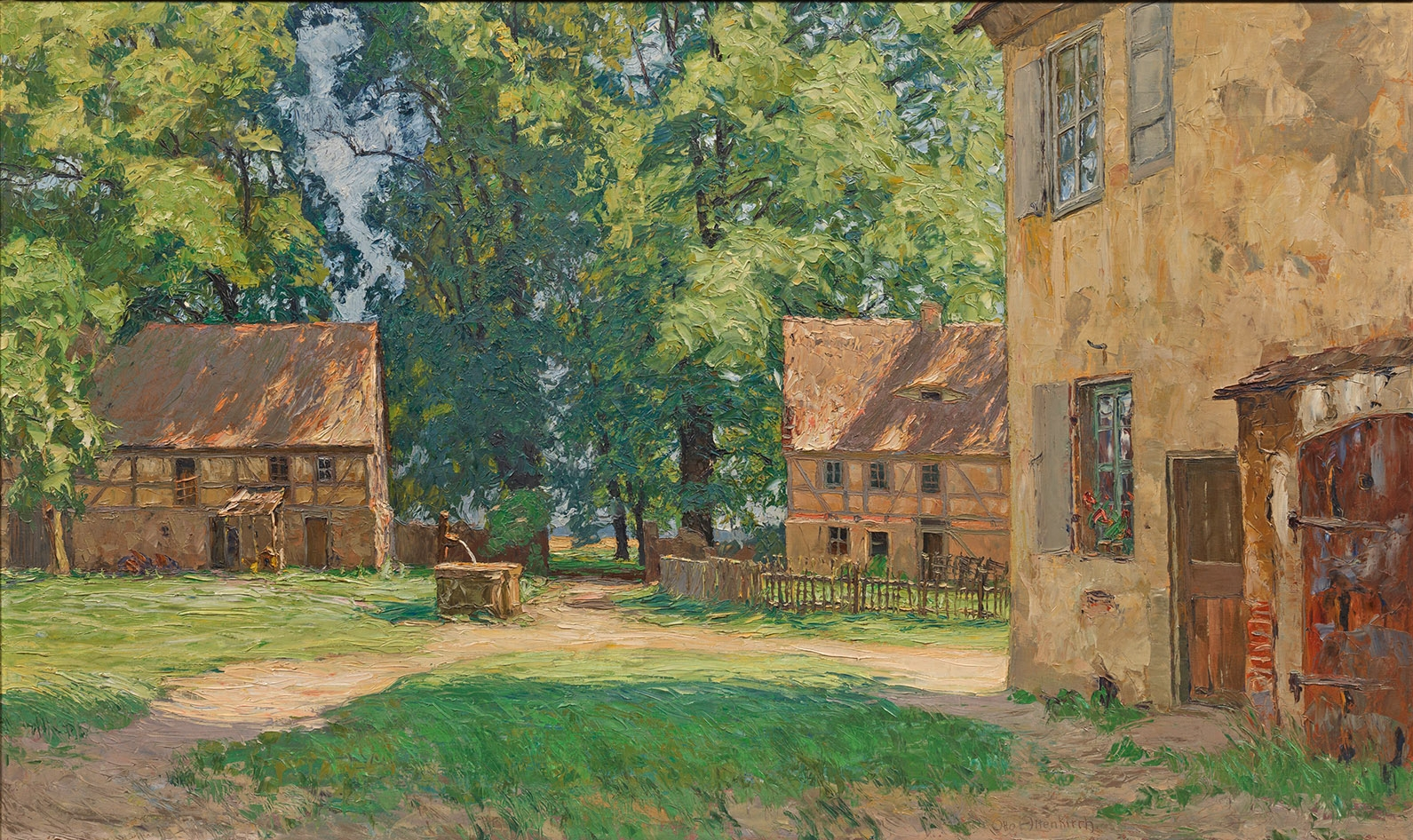
Hellergut

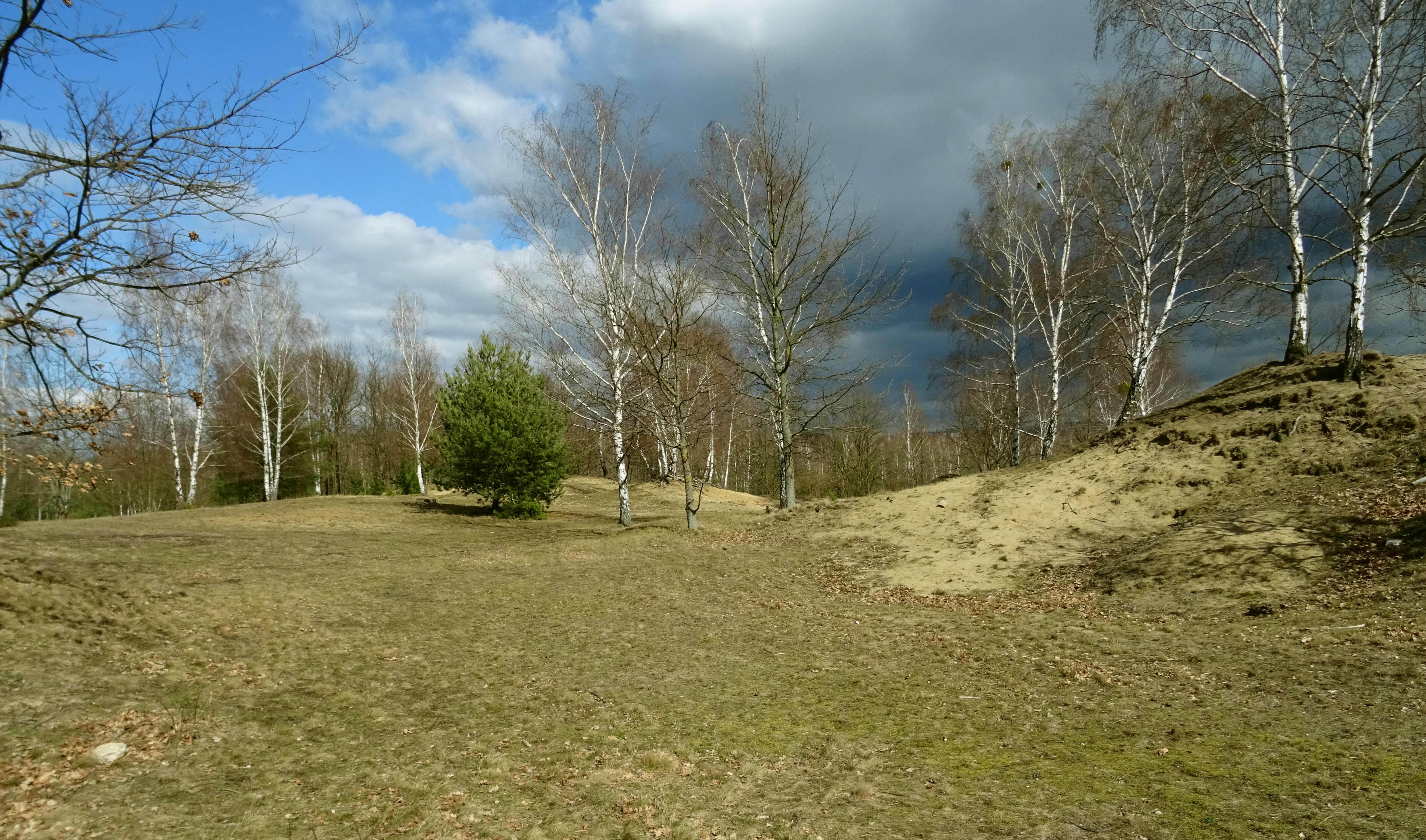
Hellerlandschaft

Die Hellerberge sind eine leicht bewaldete hellsandige dünenförmige Landschaft mit größeren Sandablagerungen mit binnendünenartigem Charakter. Im 16. Jahrhundert siedelte eine Bauernfamilie und baute sich ein eigenes Gut mit einem großen Bauernhaus, Nebengebäuden und zwei Fachwerkhäusern unterhalb der Hellerberge, so entstand das Hellergut am Augustusweg. Der Maler Otto Altenkirch malte einige Bilder der Hellerlandschaft und auch das nicht mehr vorhandene Hellergut. Im Jahr 1673 eröffnete die angrenzende Schänke Grüner Baum nahe der Poststraße nach Radeburg für Fuhrleute und Reisende.

### Militärische Nutzung im Königreich Sachsen
Im Jahr 1827 begann man die karge Dünenlandschaft abzuholzen und zu roden. Bis zu den Weinbergen am nahen Wilden Mann erstreckten sich die Rodungen. Das Gelände wurde für die Öffentlichkeit gesperrt und es begann die militärische Nutzung des Hellers. Ein Exerzierplatz für die königlich-sächsische Armee entstand. Von 1834 bis 1837 wurde Platz für den Bau von Unterkünften zur Unterbringung von Armeeangehörigen und deren Gerät des 1. und 2. Linieninfantrieregiments König vacant Niesemeuchel weitere 75 Hektar Wald gerodet. Für die sächsische Kavallerie entstand ein Übungsschießplatz. Im Jahr 1861 wurde der Schießplatz auf Grund der moderneren Geschütze um das Doppelte erweitert.
Zur Mobilmachung im Deutschen Krieg 1866 wurde die 32.000 Mann starke Armee zusammen gezogen und dem Kronprinzen Albert als Oberbefehlshaber unterstellt. Im Krieg zwischen Österreich und Preußen kam es zur Niederlage der Österreicher und dem Verbündeten Sachsen. Am 23. Oktober 1866 schlossen Sachsen und Preußen Frieden. Sachsen trat dem Norddeutschen Bund bei. Fast die gleiche Szene 1870, für den Deutsch-Französischen Krieg, wiederum wurde die nun nach preußischem Vorbild umgestellte sächsische Armee auf dem Heller versammelt. Im Jahr 1880 kaufte die Militärverwaltung Sachsen ein Grundstück mit lockerem Kiefernbestand im Süden der Hellerberge von einem Privatmann. Als erstes wurde eine breite Heerstraße angelegt, die heutige Stauffenbergallee. In der Folgezeit entstand die Albertstadt, eine 3,5 Kilometer lange zusammenhängenden Kasernenanlagen mit für die Soldaten fast wohnlichem Komfort. Im Jahr 1894 wurde der Hellerhof südwestlich oberhalb des Trachenberger Weinhanges für die Eselhaltung umstrukturiert. Es wurde für Kuhmilch-Allergiker Eselsmilch erzeugt und vor Ort verabreicht.

### Übungsgelände wird Flugplatz
Im Jahr 1900 wurde das Übungsgelände um 600 Hektar erweitert. Um 1908 erreichten die Stadtteile auf Grund der wachsenden Bevölkerungszahlen die geografischen Stadtgrenzen von Hellerberge. Südlich der Stauffenbergallee entstand das Industriegelände und nördlicherseits die Gartensiedlung Hellerau mit den Deutschen Werkstätten. Am 1. August 1912 landete das 148 Meter lange Zeppelinluftschiff des Typs LZ 11 mit dem Namen Victoria Luise auf dem Hellergelände. Extra dafür wurde ein großer runder Landeplatz mit großen spiralförmigen Ankern eingerichtet. Im Jahr 1914 stellte Sachsen zum letzten Mal eine eigene Armee auf. Mit der Niederlage im Ersten Weltkrieg und dem Ausrufen der Weimarer Republik fiel das Areal an die Reichswehr.

### Flugplatz

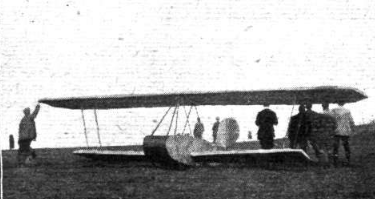
Stehaufchen-Gleiter

Im Jahr 1922 beschloss der Stadtrat im Einvernehmen mit der Reichswehr, auf dem östlichen Teil des Kavallerieübungsplatzes einen Flugplatz anzulegen. Es wurde eine Rollbahn planiert und dabei wurden die Senken mit Unrat aufgefüllt und eine dünne Schicht Erde aufgetragen. Ein Gemisch aus Gras und Klee sorgte für eine strapazierfähige Oberfläche. Dazu entstand ein großes Abfertigungsgebäude am Ende der Magazinstraße. Bereits beim Bau der Rollbahn war den Verantwortlichen bekannt, dass der Flugplatz zu klein war, und so diente er als Zwischenlösung bis 1935. Während dieser Zeit nutzten auch Modellflugvereine und Segelsportfreunde das Areal der heutigen Hellersiedlung für ihre Aktivitäten. Die erste Motorseilwinde zum Aufziehen der Segler wurde von Ingenieur und Segelfluglehrer Albert Hick installiert. In gemeinsamer Klubarbeit entstand der erste eigene Segler, der Hellervogel. Ebenso vertreten war die akademische Fliegergruppe der Technischen Hochschule mit ihrer zweisitzigen Maschine D-B 9.

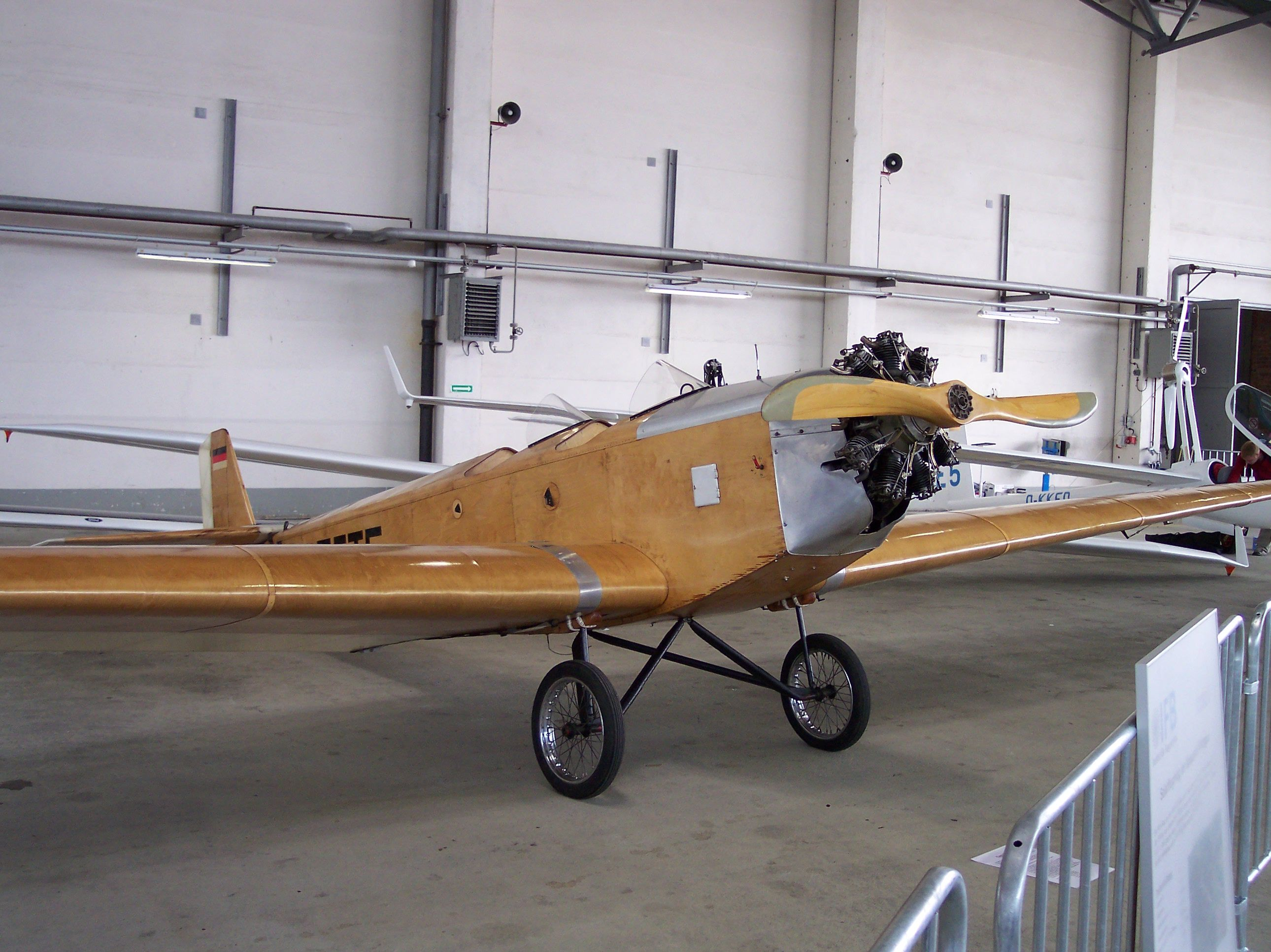
Sportflugzeug Klemm L25

Im Jahr 1933 übernahm die SS das Areal vom Hellerhof bis zur Drachenschlucht und nutzte es als Übungslager. Drei Jahre später wurde der Flugplatz offiziell geschlossen und nach Klotzsche verlegt. Ein Teil des Geländes wurde zur Entsorgung von Hausmüll genutzt. Ein besonderes Ereignis war noch der Start zu einem mitteldeutschen Rundflug am 15. Juli 1939 unter dem Verband Nationalsozialistisches Fliegerkorps (NSFK), vormals Deutscher Luftsportverband e. V. Ziel war, die Stadt Braunschweig über Erfurt in Formation einer Segelflugschleppkette zweier Segler Baby II und dem Segler D-Standfuss zu erreichen. Diese wurden von drei Sportflugzeugen Klemm Kl 25 geschleppt.

### Militärische Nutzung im Zweiten Weltkrieg
Als im Jahr 1940 der erste Luftalarm in der Stadt ausgelöst wurde, entschloss man sich zur Verteidigung von Luftangriffen. So wurden acht Luftabwehrgeschütze auf zuvor betonierten Geschützständen installiert. Die Geschütze wurden allerdings bereits im Herbst 1944 zur Front abgezogen. Während der verheerenden Bombardierungen Dresdens im Frühjahr 1945 wurden der neue Flughafen Klotzsche, die Kasernenstadt und der Heller nicht von Bomben getroffen und blieben unversehrt. Die Wehrmacht verließ fluchtartig im April die Kasernen, so zogen die Ausgebombten in die leerstehenden Gebäude. Dazu kamen noch unzählige Heimatvertriebene und Flüchtlinge.

### Nach 1945
Am 8. und 9. Mai 1945 besetzte die Rote Armee den Dresdner Norden und übernahmen die Kasernengebäude und vertrieben die vorübergehend eingezogenen Ausgebombten und Flüchtlinge. Anordnung der Alliierten: Bis 1951 Verbot, Segelflugzeuge herzustellen oder zu besitzen. Damit kam auch der Segel- und Modellflugsport zum Erliegen. Die neuen Machthaber forderten eine Neubildung des Stadtrates und die Wahl von demokratischen, nicht nationalsozialistisch vorbelasteten Amtsträgern. Es ergaben sich zwei Hauptaufgaben für den Stadtrat, die Beseitigung von Trümmer aus der auf 15 Quadratkilometer total zerstörten Stadt und die Versorgung der Bevölkerung mit Nahrungsmitteln. Weiterhin befahl die sowjetische Kommandantur, ihre Befehle ohne zeitlich Verzögerung umzusetzen. Dabei ging es um die Entnazifizierung und die Beschlagnahme von Fahrzeugen, Schmuck, Uhren, Schreibmaschinen, Pelzmänteln, Radioempfängern, Fahrrädern, Kunstgegenständen und die Demontage noch funktionierender Maschinen aller Art, Bahngleise und Technik. Der Stadtrat konnte nicht selbstständig entscheiden und musste immer bei allen Beschlüssen um Erlaubnis und Genehmigungen bitten. Der neue Bürgermeister Walter Weidauer erstellte einen Wiederaufbauplan. Darin war ein Bestandteil die Brachlandaktion. Dabei sollten Bürger brachliegende Flächen wie Sportplätze, Wiesen und herrenlose Grundstücke kurzerhand umgraben, um Essbares anzubauen. Große Begier erstreckte sich auf den ehemaligen Flugplatz und weitere große Teile des Hellers (Exerzierplatz).

## Hellersiedlung
Der Stadtrat stellte den Antrag auf Übereignung des ehemaligen Wehrmachtsgrundstückes. Der Antrag wurde zu früh gestellt, es gab noch keine Landesregierung, und wurde abgelehnt. Ein weiterer Versuch wurde von der Forstverwaltung zurückgewiesen. Eine Voranfrage für eine Besiedlung des ehemaligen Flugplatzes beim Kommandeur der Besatzungsmacht wurde zugesagt. Somit wurde der Heller mit in die Stadtplanung einbezogen. Die erste Maßnahme war ein eingesetztes Räumkommando in einer Stärke von 17 Personen, darunter 12 Frauen. Diese waren beauftragt, alle umher liegenden militärischen Gegenstände einzusammeln und zu einer Sammelstelle in der Riesaer Straße zu bringen. Am 10. Oktober 1945 schließlich beschloss die Landesverwaltung die Übereignung von Teilflächen. Auf Bitten des Bauausschusses bei der Kommandantur erfolgte der Einsatz eines Räumpanzers, um die riesige Fläche zu planieren. Gleichzeitig wurden auf Weisung der sowjetischen Militäradministration die ehemaligen Flughafengebäude gesprengt, obwohl in der zerstörten Stadt große Wohnungsnot herrschte.

### Anfang
In einer öffentlichen Beratung am 21. November 1945 verkündete der Bürgermeister die neue Nutzung des ehemaligen Flugplatzgeländes. Damit war der Weg frei für die neue Brachlandsiedlung. Am 27. Januar 1946 gab der Stadtrat die Richtlinien zur Siedlerauswahl bekannt. Bevorzugte Personen sollten aktive Gegner des NS-Regimes, Mitglieder der Kommunistischen Partei, Antifaschisten und kinderreiche Familien sein. Weiterhin wurden die Inhalte der Pachtverträge und die Vermessung sowie die Zuweisungen beschlossen. An Gebühren für die Vermessung waren 25 Reichsmark und für die Zuweisung 5 RM zu entrichten. Über 800 Einzelgärten erstreckten sich auf über 55 Hektar, verbunden durch parallel verlaufende Stichstraßen, die von Süden nach Norden mit den Buchstaben A bis N bezeichnet wurden. Die einzelnen Parzellen waren 1000 oder auch 2000 Quadratmeter groß. Damit entstand die wohl größte Kleingartensiedlung Deutschlands. Seit 1947 wird in der Brachlandsiedlung, oder auch Hellerflughafensiedlung, fleißig gewerkelt. Es entstanden die ersten kleinen Häuschen.

### 1947

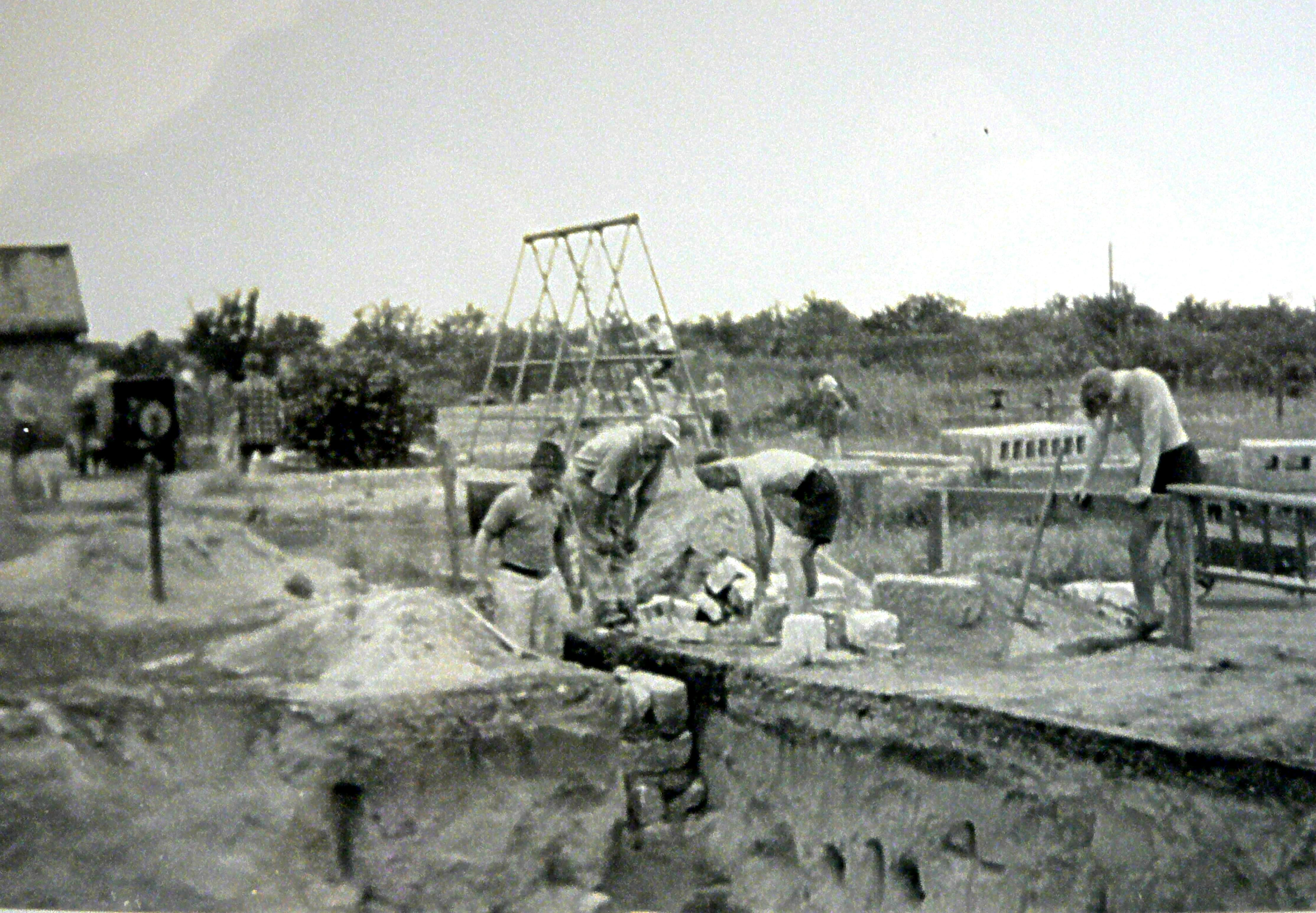
Aufbau der Hellersiedlung (1949)

Am 13. Februar 1947 bewilligte der Stadtrat den Bau einer Wasserversorgung der Siedlung, die Kosten von 38000 RM übernahm die Stadt. Am heutigen D-Weg endete die Leitung. Die Weiterführung erfolgt als Sommerwasserleitung und wurde von den Siedlern übernommen. In der nächsten Sitzung des Stadtrates am 4. März 1947 wurde wiederum um die Vergabe und Auswahl verhandelt. In einer weiteren Sitzung am 12. Juni 1947 wurden die ersten Auflagen zur Planung der Besiedlung und Bebauung festgelegt. Im Jahr 1948 wurden besondere Personalausweise für Brachlandsiedler ausgegeben, damit die Personen auch berechtigten Zutritt nachweisen konnten. Denn inzwischen hatte sich das 443. Pionierbataillon der Roten Armee der Kasernen und des nördlich gelegenen Teil des Hellers als ständigen Übungsplatz bemächtigt. Um 1949 wurde ein weiterer Wasseranschluss am K-Weg in Betrieb genommen.

### 1950er Jahre

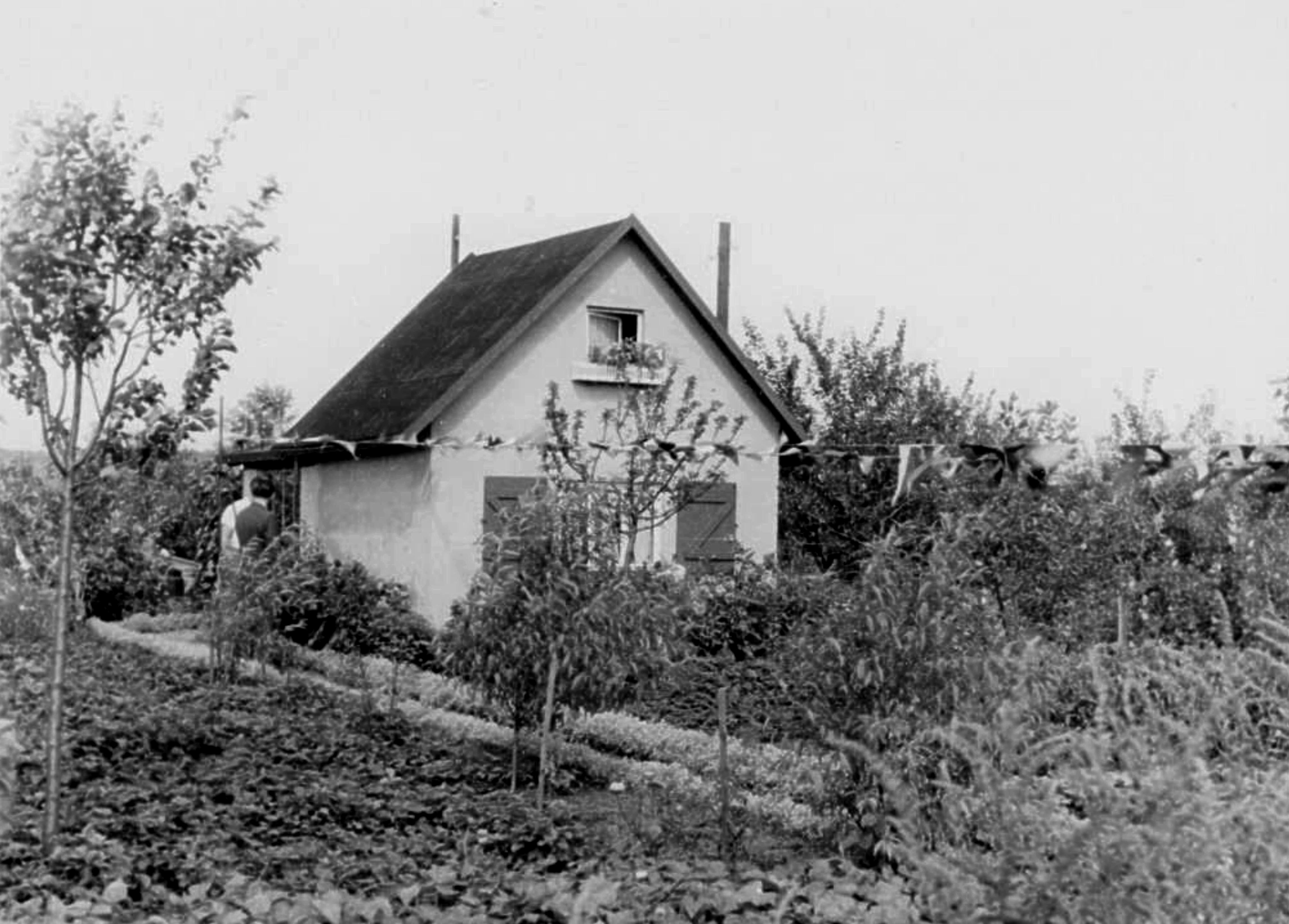
Parzelle in der Hellersiedlung (1957)

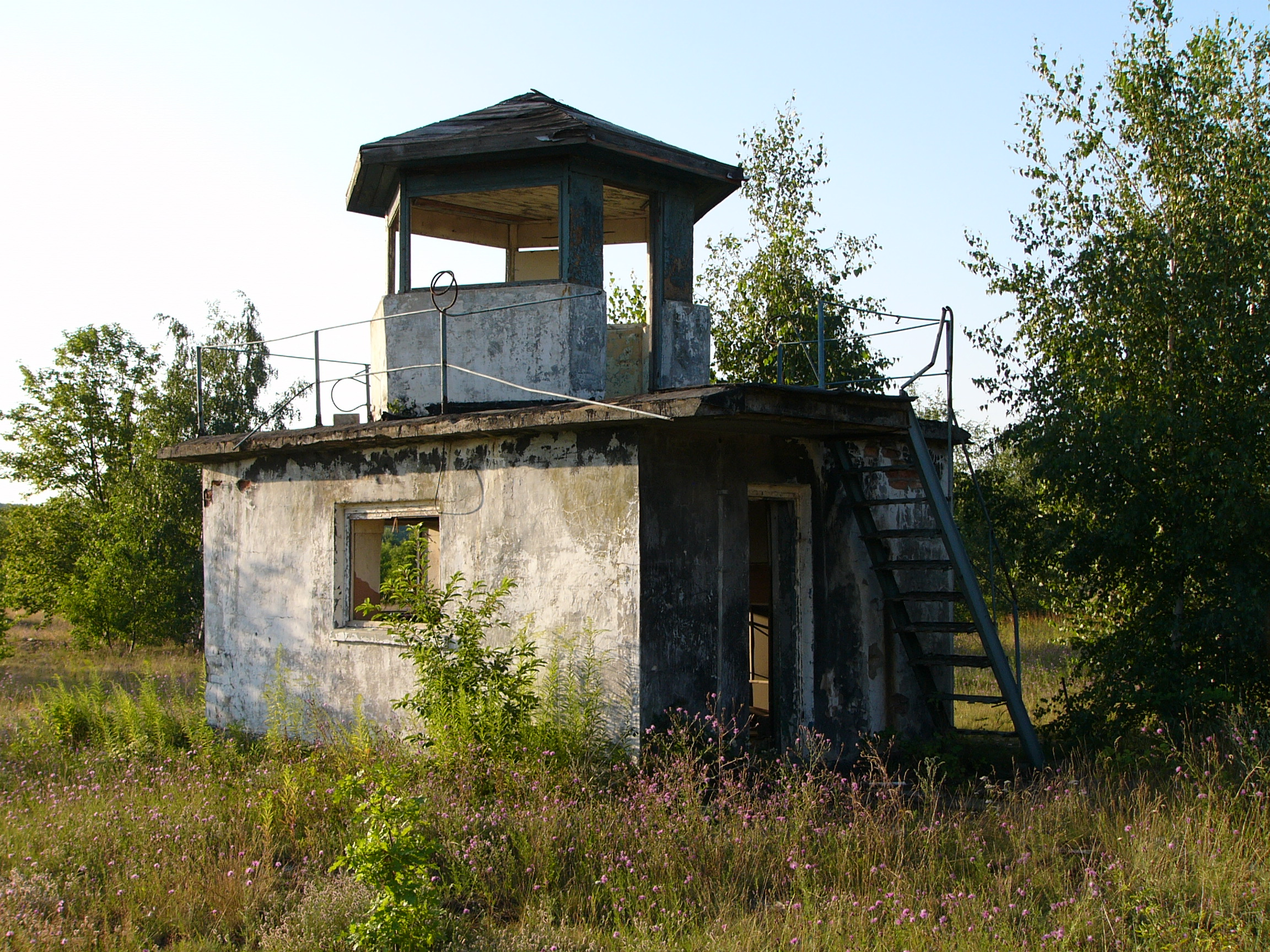
Hubschrauber-Beobachtungstower

Im Jahr 1950 erreichte die Stromversorgung endlich die neue Siedlung. Von einer Trafostation am Diebsteig zum C-Weg verläuft die Leitung. Stromschwankungen und Abschaltungen sind an der Tagesordnung, ebenso reichte der Wasserdruck oftmals nicht aus, sodass kein Wasser entnommen werden konnte. Im Jahr 1953 bauten die Siedler ihr Vereinshaus am Ende des E-Weges aus Restmaterial der gesprengten Flugplatzgebäude. Die sowjetischen Streitkräfte legten im Jahr 1957 nördlich des Trümmerberges eine Rollbahn für ihre Hubschrauberstaffel mit Flugleitstelle und Treibstofflager an. Dazu wurden in russischer Bauweise einige Gebäude errichtet. Im Jahr 1970 wurde noch eine Wartungshalle gebaut. In der Zeit von 1958 bis 1970 wurden auch größere geplante Siedlungshäuser gegen Entrichtung einer Gebühr von 70 Mark gebaut. Im Jahr 1959 wurden die Wege neu umbenannt und laufen in der Reihenfolge aufsteigend von Süden mit Weg-A bis Weg-N.

### 1960er Jahre

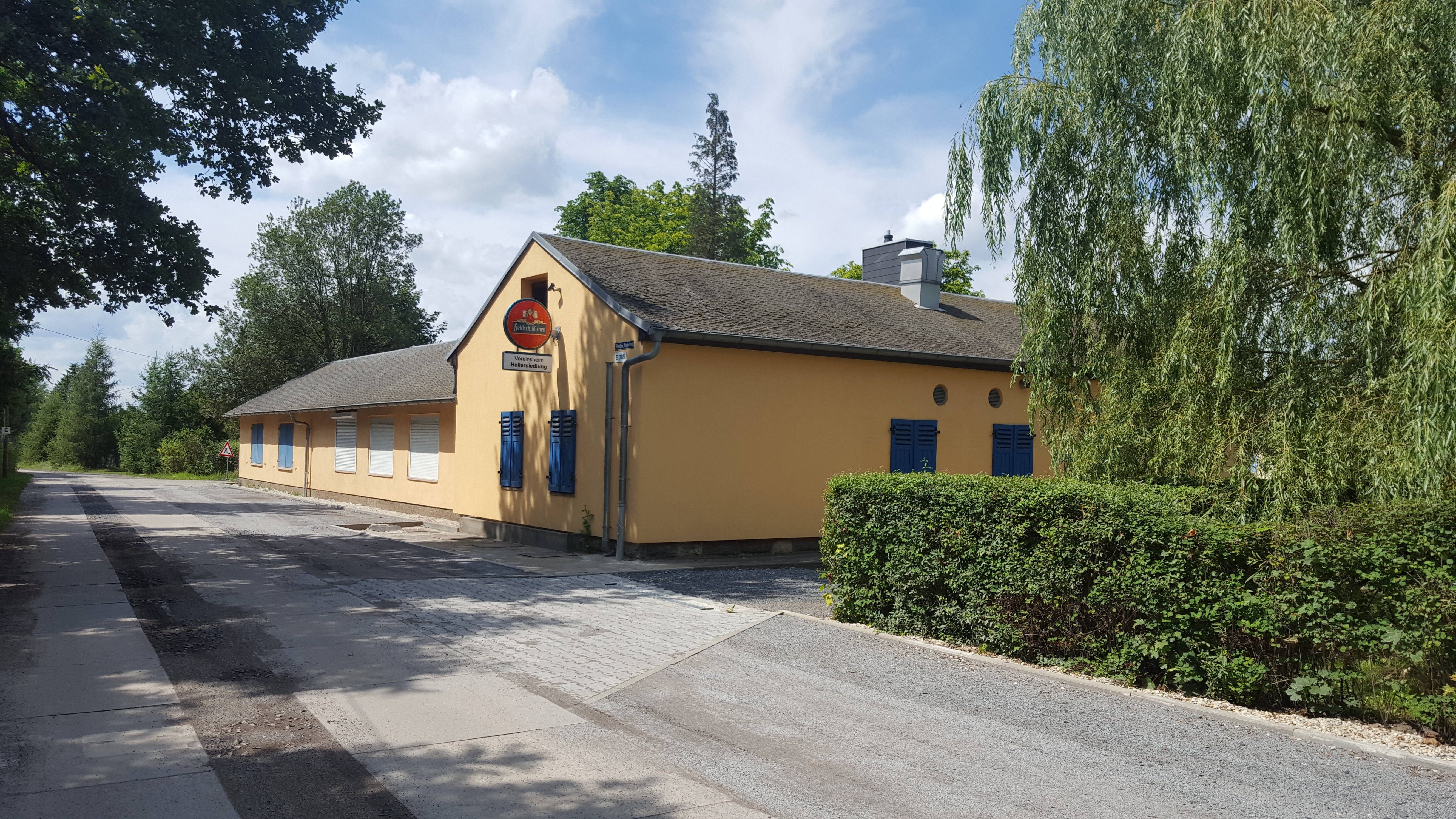
Vereinsheim der Hellersiedlung

Das Kulturhaus erhielt im Jahr 1960 die Baugenehmigung mit sofortigen Baustart. Im Jahr 1964 war es fertiggestellt und wurde vom Pächter Alfred Scholz bewirtschaftet. Zum 20. Jubiläum 1966 des Bestehens der Hellersiedlung lud der Gartenvorstand in die Großgaststätte Volkshaus Laubegast ein. Der Eintritt kostete 1,10 MDN, geboten wurden ein reichhaltiges Buffet, Kulturbeiträge und zum Tanz spielt die Kapelle Armin Dorn auf. Zwei Fahnenmasten mussten 1967 aufgestellt werden, einer für die Arbeiterfahne und einer für die Republikflagge. Eine Besonderheit spielte sich am I-Weg im Jahr 1968 ab. Die Gärten wurden von sowjetischen Panzern, welche zur Verladung kamen, immer in Mitleidenschaft gezogen. Ein Gartenfreund besann sich seiner alten Beziehungen bis nach Moskau und erreichte immerhin, dass die Panzer nun in Königsbrück verladen wurden.

### 1970er Jahre
In der Siedlung befinden sich 27 Einfamilienhäuser, über 120 Bungalows mit Nebenwohnsitz und viele Lauben. Die Siedler erzielten beispielsweise im Jahr 1970 60 Tonnen Gemüse, 120 Tonnen Baum- und Strauchobst, 34 Tonnen Erdbeeren, 78.300 Eier und 215 Kilo Fleisch (Kaninchen-, Ziegen- und Schaffleisch). Der Stadtrat erwirkte einen Beschluss, so dass die Siedlung fortan zum VKSK, also eine Kleingartenverein, angehörte. Ein Antrag im Jahr 1971 der Siedler auf Erschließung mit richtigen Straßen und den dazu gehörigen Medien wurde aus finanziellen Gründen von der Stadt abgelehnt. Ab 1972 wurden die alten maroden Wasserleitungen gegen eine winterfeste in den Hauptwegen liegend ausgewechselt. Im Jahr 1971 entstand durch neu geplante Bauvorhaben seitens der Stadt Unruhe in der Siedlung. Ein neues modernes Wohngebiet sollte entstehen. Doch schließlich reichte der Protest aus und es wurde am Jägerpark gebaut, der Siedlungscharakter blieb erhalten. Der Stadtrat beschloss eine Überlassungsgebühr, bestehend aus Nutzungsgebühr und Grundsteuer, für alle Bauten auf volkseigenen Flächen. Im Jahr 1973 gründete sich das Bauaktiv und handelte im Auftrag des Bauamtes.

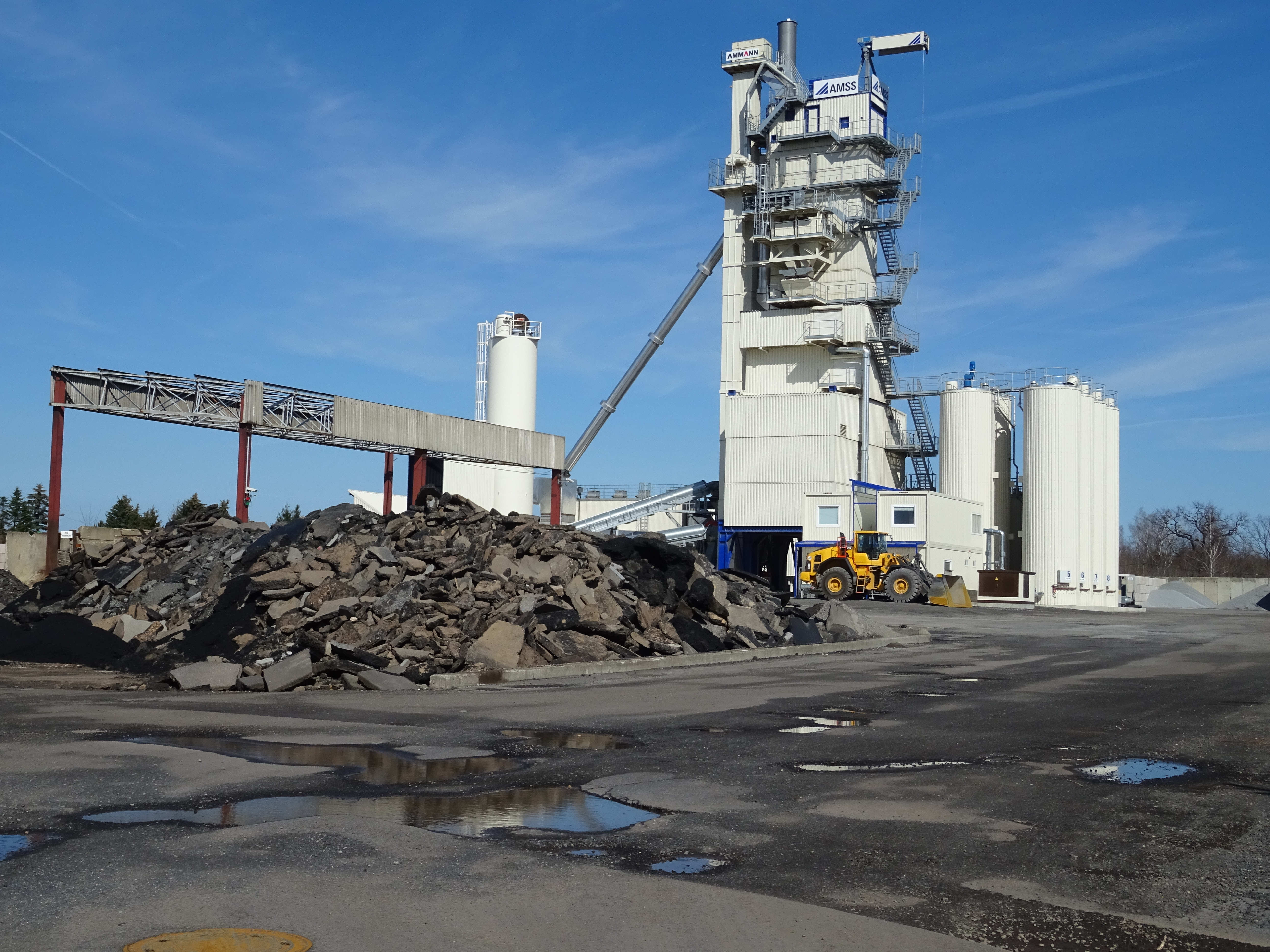
Hellerberge, Asphaltmischanlage

Eine Versammlung der Parteigruppe der SED mit allen Genossen der KGS Hellersiedlung erfolgte im Jahr 1976 im November. Inzwischen waren nun 401 Parzellen mit 1000, 126 mit 500 Quadratmeter und 21 mit unterschiedlicher kleinerer Größe vorhanden. Es waren 807 Mitglieder, davon 106 Parteigenossen. Es wurden Wegeobleute bestimmt und Schaukästen für politische Propaganda angeschafft. Bei Gartenneuvergabe wurden die großen Flächen geteilt und bevorzugt an Parteigenossen, NVA-Angehörige, Volkspolizei und Zivilverteidigung sowie an Angehörige des MfS vergeben. Neue Bautypen für die Hellersiedlung wurden festgelegt. Nur eine davon durfte allerdings angewandt werden, denn es herrschte Mangelwirtschaft. Mit dem DDR-Unternehmen Energiekombinat wurden im Jahr 1978 neue Verhandlung für eine modernere Stromversorgung geführt. Die Parteigruppe protestierte gegen die Pläne zum Bau einer Asphaltmischanlage (Teltomat) – vergebens.

### 1980er Jahre
Es begannen die Erneuerungen der Stromversorgung abschnittsweise von Querweg zu Querweg. Die Arbeiten dauern bis 1989 an. Im Jahr 1981 beschloss der Gartenvorstand des VKSK die Umbenennung der KGS Hellersiedlung Nordhöhe in KGS Nordhöhe. Somit sollte der Siedlungscharakter weichen. Eine DDR-Fernsehserie handelte ab dem Jahr 1982 in der Nordhöhe. Mit dem Titel Geschichten übern Gartenzaun wurde auf den Wegen C, D und F unter dem Namen Gartensparte Uhlenhorst fleißig gedreht. Die Schauspieler Monika Woytowicz, Manfred Richter, Dorit Gäbler, Helga Göring, Herbert Köfer, Uta Schorn, Rolf Herricht und weiteren entstehen zunächst 7 Folgen. Als zwei Schauspieler in das kapitalistische Ausland geflüchtet waren, wurde die Serie abgebrochen und ab 1984 unter dem neuen Namen Neues übern Gartenzaun fortgeführt. Im Jahr 1985 bauten die Gartenfreunde eine Mehrzweckbaracke und erneuerten die Gaststätte. Die Erträge konnten wiederum gesteigert werden. Jedoch wurden diese auch als Tauschobjekte in der immer größer werdenden Mangelwirtschaft für Ersatzteile oder Baumaterial verwendet. Im Jahr 1988 hatte der Verein 1365 Mitglieder und 664 Parzellen.

### 1990er Jahre
In der politischen Wendezeit herrschte Orientierungslosigkeit, als sich die DDR-Vereine auslösen und auch endlich der politische Einfluss der Parteigruppe mit ständiger Bevormundung aufhörte. Nun konnten die Erträge selbst genutzt werden. Allerdings machten sich die nun einsetzenden Abwanderungen in die alten Bundesländer negativ bemerkbar. Im Jahr 1991 begann die Neuordnung nach Bundesrecht. Der Stadtverband Dresdner Gartenfreunde gründete sich als Verein. Die neue Pacht wurde verhandelt, statt der Forderung der Stadt das Zweihundertfache fiel die Erhöhung glimpflich von 5 auf 7 Pfennig aus. Auch nennt sich der Verein nun wieder Hellersiedlung Nordhöhe. Im Jahr 1992 begannen zahlreiche Bodenuntersuchungen und es wurden in etwa 1/5tel der Gärten Belastungen u. a. von Arsen, Blei, Kupfer, Quecksilber, Cadmium, Zink und Kohlenwasserstoffen festgestellt. Die betroffenen Pächter wurden genauestens mit dem weiteren Umgang informiert und geschult. Die Gartenanlage hat 1995 nun wieder 726 Parzellen, davon 364 mit Registrierung im Einwohnermeldeamt. Ab 1996 erfolgt der Rückbau der Anlagen der Hubschrauberstaffel.

### 2000er Jahre

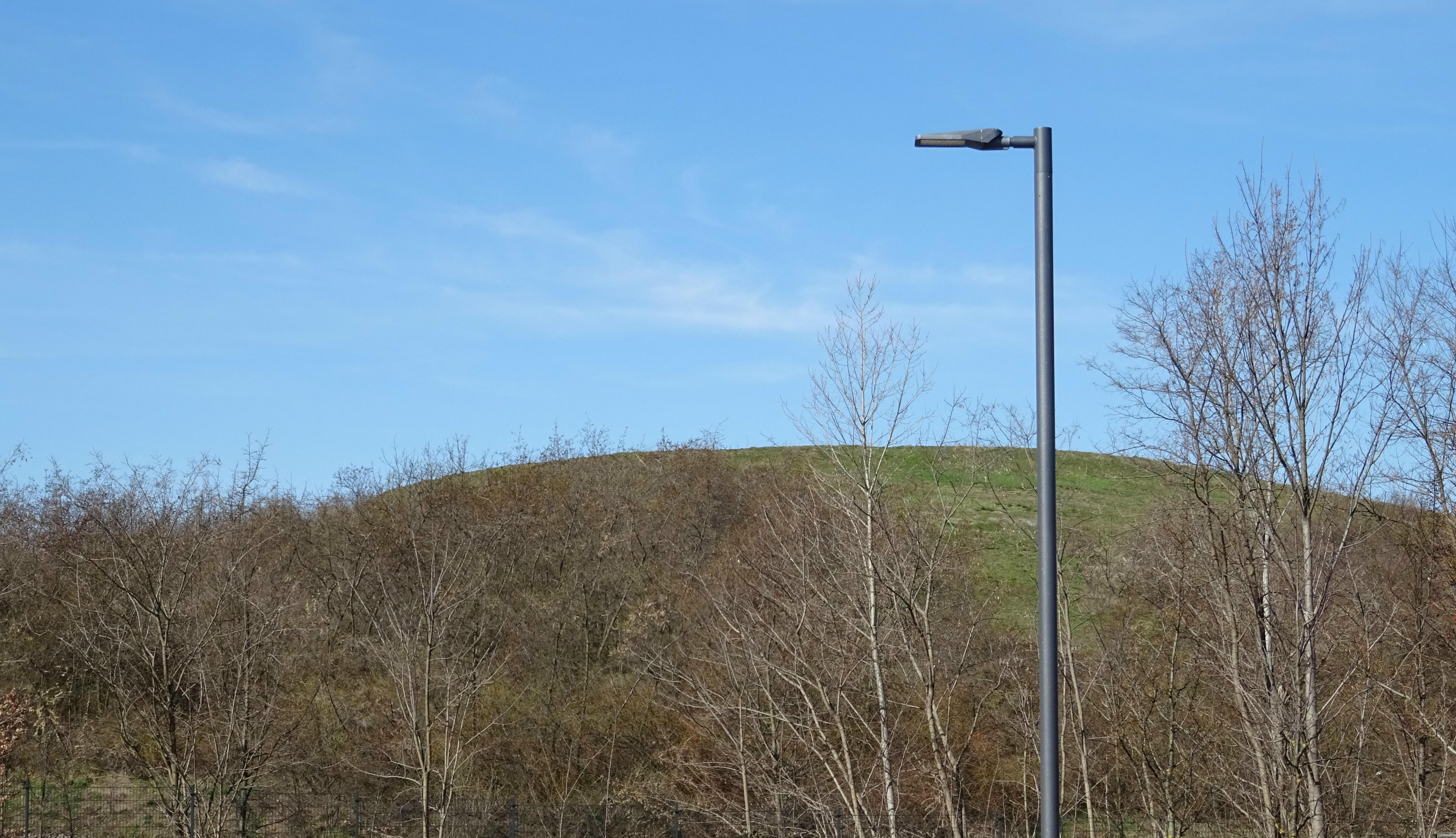
Hellerberge, Begrünte Hausmülldeponie

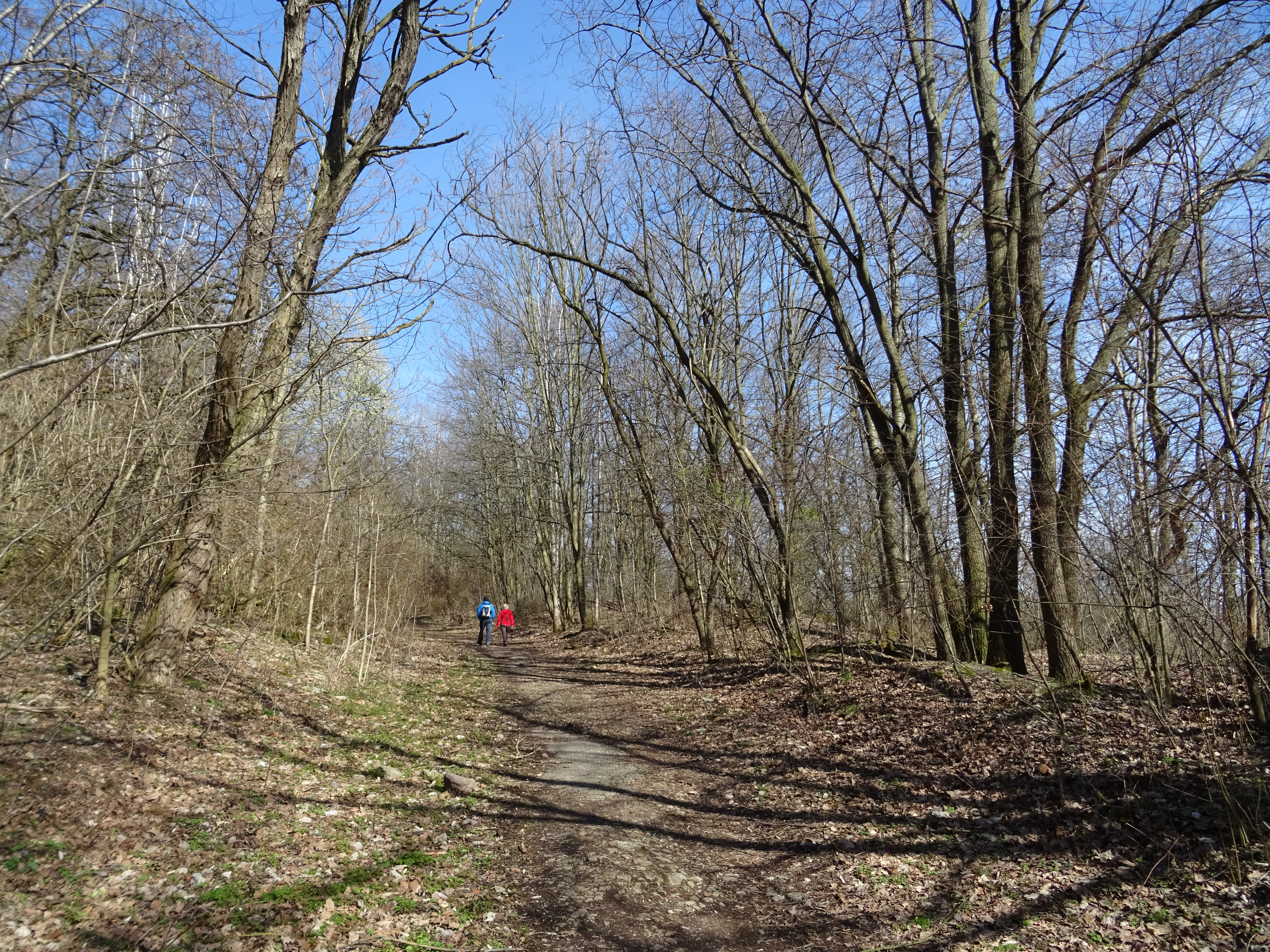
Hellerberge, Weg, Anstieg zum Trümmerberg

Es begann mit der Möglichkeit, dass berechtigte Bewohner ihr Grundstück vom Freistaat Sachsen kaufen konnten. Das Sachenrechtsbereinigungsgesetz machte es möglich. Am 6. Juli 2000 wurde die neue und modernste Haftanstalt am Hammerweg in Betrieb genommen. Der neben der Gartenanlage in DDR-Zeiten entstandene Müll- und Trümmerberg wurde von 2002 bis 2007 saniert und in ein Biotop umgewandelt. Nun existiert zwischen Dresdner und Junger Heide auf dem Heller ein Wanderweg (Grüner Punkt), der über zwei schöne künstlich angelegte Aussichtspunkte auf einen Trümmerberg und an einer ehemaligen, sanierten Mülldeponie entlang führt.
Im Jahr 2006 wurde zum Sommerfest, welches immer jährlich stattfindet, der 60. Jahrestag der Hellersiedlung feierlich begangen. Die inzwischen ruinöse Mehrzweckbaracke wird abgerissen. Am F-Weg erhielt die Dresdner Tafel eine Parzelle zur eigenen Bewirtschaftung. Eine Schrankenanlage am Eingang Hammerweg wurde 2008 zur Verhinderung vom ansteigenden Durchgangsverkehr installiert. Im Jahr 2009 folgte die Aberkennung der kleingärtnerischen Gemeinnützigkeit. Der Verein hatte Widerspruch eingelegt. Die Entwicklung des Hellers hat sich von der militärischen Nutzung in eine grüne Oase verwandelt, und die Natur erholt sich langsam.